# Juan de Mendoza y Luna
Juan de Mendoza y Luna, (Guadalajara, España, enero de 1571-Madrid, 9 de octubre de 1628) de la Casa de los Mendoza, III marqués de Montesclaros y administrador de las provincias españolas en América, fue sucesivamente el décimo Virrey de Nueva España (1603-1607) y del Perú (1607-1615).

Escudo de Juan Mendoza y Luna

## Biografía
Juan de Mendoza y Luna era el hijo póstumo del II marqués de Montesclaros. Fue criado por su madre, Isabel Manrique de Padilla.
Se distinguió en el servicio en el ejército del Duque de Alba en la campaña portuguesa, como un Capitán de lanceros. Para su servicio, le concedieron el honor de ser caballero de la Orden de Santiago en 1591. Más tarde será gobernador de Sevilla.

## Virrey de Nueva España
Sirvió en el ejército con distinción en la campaña de Portugal. Fue nombrado Virrey de la Nueva España el 19 de mayo de 1603, acompañado de su esposa, Ana de Medoza (también conocida como Ana Messía), llegando el 27 de octubre del mismo año.
Al poco de su llegada, en agosto de 1604, una inundación asoló a la Ciudad de México, por lo que propuso el traslado de la capital a Tacubaya. Ante lo costoso del plan, pues los palacios virreinales no se podían abandonar, debido a que su  construcción había sido muy costosa, ordenó una serie de obras para el desagüe de las lagunas de la Ciudad de México (desagüe de Huehuetoca, que no fue terminado hasta el mandato de su sucesor), de forma que se evitasen nuevas inundaciones.
También mandó empedrar las calles de la Ciudad de México, construir un acueducto para el abastecimiento de agua potable desde las fuentes de Chapultepec al centro de la ciudad (que no sería finalizado tampoco durante su mandato) y una serie de calzadas que de la Ciudad de México llevaban a Guadalupe, San Cristóbal, San Antonio Abad, Chapultepec y otras. Terminose su gobierno en el 2 de julio de 1607, embarcándose en Acapulco, destino: Lima. Cabe destacar que fue el virrey más joven de la Nueva España con tan solo treinta y dos años al momento de iniciar su mandato.

## Virrey del Perú
Durante su mandato como Virrey del Perú, que comenzó desde el 21 de diciembre de 1607 fomentó la flota, mandó confeccionar el primer censo de Lima, construyó el Puente de Piedra sobre el río Rímac y la Alameda de los Descalzos, y se hizo conocido por su protección de los indios, por la denuncia ante el Rey de las excesivas riquezas que atesoraban las órdenes religiosas, así como por la institución del primer tribunal mayor de cuentas del virreinato. Durante su mandato (que terminó el 18 de diciembre de 1615) se descubrió una mina de mercurio en Huancavelica.

## Regreso a España
Después de volver a España en 1616 se convirtió en Consejero de estado y de Guerra del Rey, gobernador del consejo de Hacienda, pasando después a Presidir el Consejo de Aragón. Tras la prematura muerte del rey Felipe III, su sucesor Felipe IV lo hizo grande de España.
| Predecesor: Gaspar de Zúñiga y Acevedo        | Virrey de la Nueva España 1603 - 1607          | Sucesor: Luis de Velasco (hijo)      |
| Predecesor: Juan Fernández de Boán (interino) | Virrey del Perú 1607 - 1615                    | Sucesor: Francisco de Borja y Aragón |
| Predecesor: Juan Roco Campofrío               | Gobernador del Consejo de Hacienda 1623 - 1626 | Sucesor: Baltasar Gilimón de la Mota |